# Lithínes
Lithínes, en grec moderne : Λιθίνες, ou Lithínai (Λιθίναι), est un village du dème de Sitía, en Crète, en Grèce. Selon le recensement de 2011, la population de Lithínes compte 322 habitants. Le village est situé à une altitude de 275 m et à une distance de 25 km de Sitía.

## Recensements de la population
| Recensements | 1900 | 1920 | 1928 | 1940 | 1951 | 1961 | 1971 | 1981 | 1991 | 2001 | 2011 |
| ------------ | ---- | ---- | ---- | ---- | ---- | ---- | ---- | ---- | ---- | ---- | ---- |
| Population   | 490  | 456  | 440  | 538  | 545  | 585  | 535  | 459  | 429  | 399  | 322  |